# 히어로 파인스 티핀
히어로 파인스 티핀(Hero Fiennes Tiffin, 1997년 11월 6일 ~ )은 잉글랜드의 배우이다. 영화 《해리 포터와 혼혈 왕자》에서 톰 리들 역할을 맡았다.

## 출연 작품

### 영화
- 2009년 《해리 포터와 혼혈 왕자》... 톰 리들 역
- 2019년 《애프터》 ... 하딘 스콧 역
- 2020년 <애프터 : 그후>... 하딘 스콧 역